# C.W. Ceram

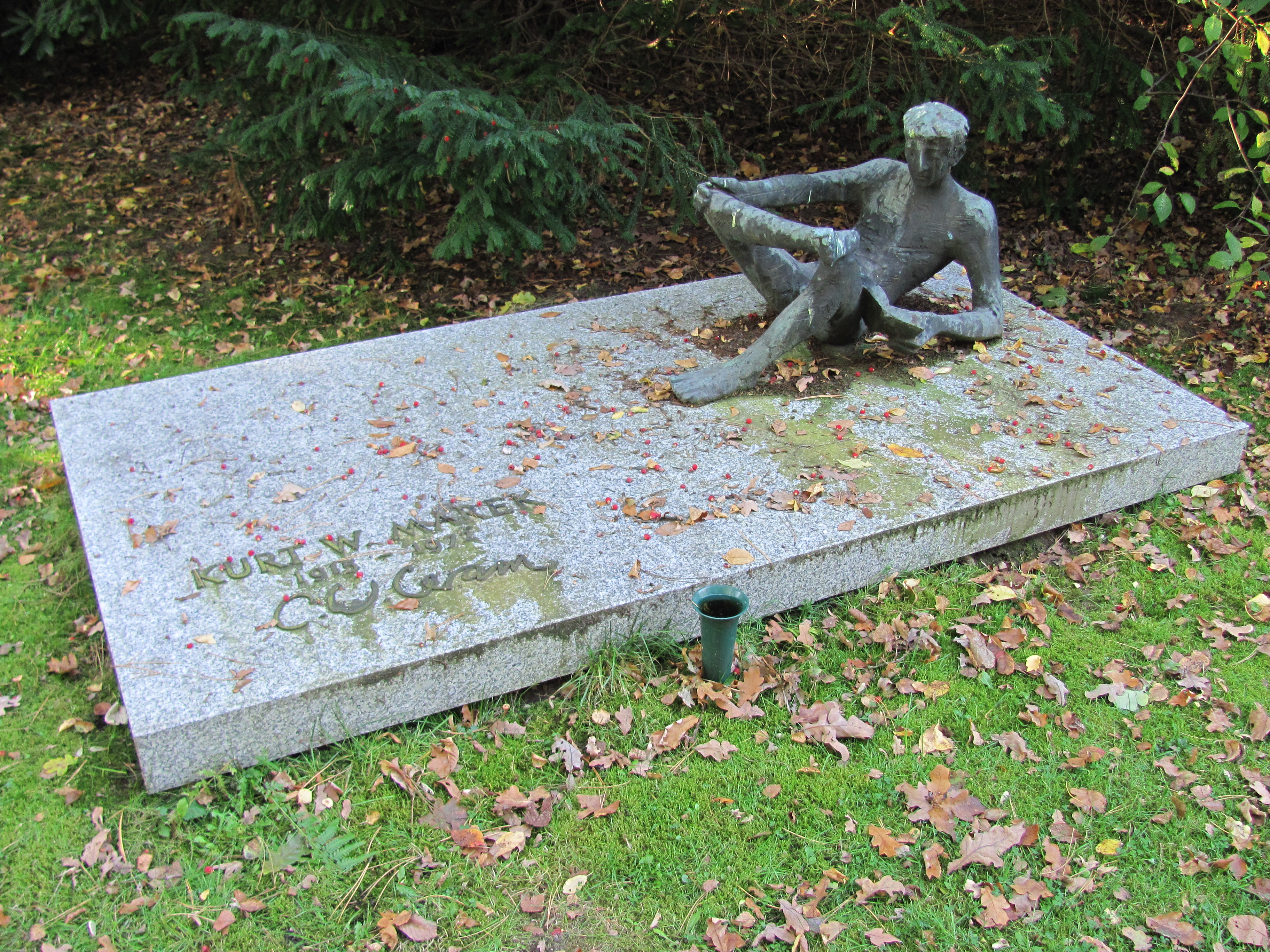
Graf van C.W. Ceram

C. W. Ceram (Berlijn, 20 januari 1915 – Hamburg, 12 april 1972) was het pseudoniem van de Duitse wetenschapsjournalist en schrijver Kurt Wilhelm Marek, die wereldwijde bekendheid verwierf met zijn populaire boeken over archeologie.
Marek was tijdens het Derde Rijk lid van de Propagandatruppe en schreef een aantal boeken over het Duitse leger. Na de oorlog nam hij, zich distantiërend van zijn rol in de oorlogsjaren, de schrijversnaam Ceram aan, een omkering van zijn achternaam met vervanging van de K door een C.
Hij begon te publiceren over archeologische onderwerpen, waarvoor hij blijkens een artikel in de Berliner Illustrierte Zeitung uit 1935 al vroeg interesse had. In 1949 schreef hij het boek waarmee hij beroemd zou worden en blijven: Götter, Gräber und Gelehrte. Deze geschiedenis van de archeologie werd in 28 talen gepubliceerd met meer dan 5 miljoen verkochte exemplaren. Met de regelmaat van de klok verschenen meer boeken van zijn hand, onder andere over de Hettieten en de archeologie van Noord-Amerika.
In 1954 bemiddelde hij in de Verenigde Staten de publicatie van het anonieme (Duitse) dagboek A Woman in Berlin, een tekst die pas in 1959 te Geneve in het Duits kon worden uitgegeven (in 1957 in het Nederlands); in 2004 kwam bij Cossee te Amsterdam de vertaling van Froukje Slofstra uit: Een vrouw in Berlijn, Dagboekaantekeningen van april tot juni 1945. Die anonieme auteur bleek Marta Hillers te zijn geweest.
De Ceram Prijs (Duits: Ceram-Preis) voor archeologie, die in Duitsland onregelmatig wordt uitgereikt, is naar hem vernoemd.

## In het Nederlands vertaalde werken
- Goden, graven en geleerden. Roman van de archeologie. Amsterdam: Van Ditmar, 1951
- De schatgravers van Troje. Amsterdam/Antwerpen: Wereldbibliotheek, 1951
- Smal ravijn en zwarte berg. Het geheim van het Hettietenrijk. Amsterdam: Van Ditmar, 1955
- Archeologie. Amsterdam/Brussel: Elsevier, 1965
- Schatkamer der archeologie: een anthologie. Amsterdam: Van Ditmar, 1966
- De eerste Amerikaan. Baarn: Meulenhoff, 1972

- Bibsys: 90817493
- Biblioteca Nacional de España: XX825075
- Bibliothèque nationale de France: cb118859570 (data)
- Catàleg d'autoritats de noms i títols de Catalunya: 981058511814506706
- CiNii: DA00409488
- Gemeinsame Normdatei: 11866767X
- International Standard Name Identifier: 0000 0001 0781 3010
- Library of Congress Control Number: n50041823
- Nationale Bibliotheek van Letland: 000003245
- MusicBrainz: 8f9f1872-7a9e-4981-a666-cccf145909f0
- Bibliotheek van het Japanse parlement: 00435598
- Nationale Bibliotheek van Tsjechië: jn19990001381
- Nationale Bibliotheek van Israël: 987007274118405171
- Nationale Bibliotheek van Polen: a0000001095576
- Nederlandse Thesaurus van Auteursnamen: 06790288X
- Istituto Centrale per il Catalogo Unico: CFIV016468
- LIBRIS: 180782
- SNAC: w64476sw
- Système universitaire de documentation: 026652102
- Virtual International Authority File: 311004892
- WorldCat: E39PBJfcRqkw4BpRYQYb8jwt8C